# Arkabutla
Arkabutla è una comunità non incorporata della contea di Tate, nel Mississippi. Arkabutla si trova a circa 9 miglia (14 km) a ovest di Coldwater e circa 9 miglia (14 km) a nord di Strayhorn. Si trova anche a circa 4 miglia (6,4 km) a sud della diga sul lago Arkabutla. Sebbene sia una comunità non incorporata, ha un ufficio postale e il suo ZIP code è 38602.